# Maraña
Maraña est une commune d'Espagne dans la province de León, communauté autonome de Castille-et-León. Elle s'étend sur 33,57 km2 et comptait environ 138 habitants en 2015.